# Aleix García
Aleix García Serrano (* 28. Juni 1997 in Ulldecona) ist ein spanischer Fußballspieler. Seit 2024 spielt der Mittelfeldspieler in der deutschen Bundesliga für Bayer 04 Leverkusen. Zuvor war er für den FC Girona aktiv.

## Karriere

### Verein
García begann seine Karriere bei CF Ulldecona in seinem Geburtsort Ulldecona im Südosten Kataloniens und wechselte 2005 zum FC Villarreal, wo er 2014 für die Drittligamannschaft debütierte. Sein Debüt für die Profimannschaft gab er im Mai 2015.
Im Sommer 2015 wechselte er nach England zu Manchester City, wo er für die U21 (ab 2026 U23) und die U19 vorgesehen war. Anfang Februar 2016 stand er erstmals im Profikader. Am 21. Februar 2016 gab er sein Debüt für Manchester City, als er im Achtelfinale des FA Cups gegen den FC Chelsea in der Startelf stand. Sein Debüt in der Premier League gab er am fünften Spieltag der Saison 2016/17, als er gegen den AFC Bournemouth in der 75. Minute für Kevin De Bruyne eingewechselt wurde.
2017 wurde er für zwei Spielzeiten an den FC Girona ausgeliehen, im Anschluss folgte ein weiteres Jahr bei Royal Excel Mouscron. Im Oktober 2020 wechselte García ablösefrei zu Dinamo Bukarest. Nach nur drei Monaten wechselte er erneut, diesmal zu SD Eibar. Zur Saison 2021/22 kehrte er zum am Ende der Saison 2018/19 in die Segunda División abgestiegenen FC Girona zurück und konnte mit dem Verein wieder in die Primera División aufsteigen.
2024 wechselte García für eine Ablöse von 18 Millionen € zu Bayer 04 Leverkusen.

### Nationalmannschaft
García spielte 2013 erstmals für die spanische U-16-Auswahl. Danach spielte er für diverse weitere Nationalteams. Am 16. November 2023 debütierte er in der spanischen Fußballnationalmannschaft. Beim 3:1-Sieg über Zypern im Rahmen der Qualifikation für die EM 2024 wurde er zur zweiten Halbzeit eingewechselt.

## Titel
- Deutscher Supercupsieger: 2024 (Bayer 04 Leverkusen)